# 엘블롱크군

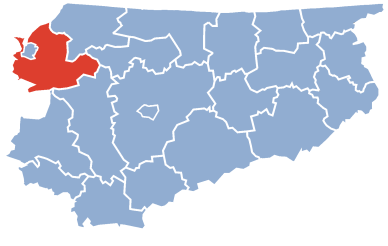
바르미아마주리주 지도에 표시된 엘블롱크군의 위치

엘블롱크군(폴란드어: powiat elbląski)은 폴란드 바르미아마주리주에 위치한 군으로 면적은 1,430.55km2, 인구는 57,395명(2019년 기준), 인구 밀도는 40명/km2이다. 군청 소재지는 엘블롱크이지만 엘블롱크군에 속하지 않고 별도의 도시군으로 존재한다.
북동쪽으로는 브라니에보군, 동쪽으로는 리즈바르크군, 남동쪽으로는 오스트루다군, 남서쪽으로는 포모제주 슈툼군, 서쪽으로는 포모제주 말보르크군, 노비드부르군, 북서쪽으로는 비스툴라 석호와 접한다. 9개 지방 자치체(3개 도시형 농촌, 6개 농촌)를 관할한다.

군기
군 문장